# Alice Rauch
Alice Rauch, geborene Henriette Wilhelmine Alice Blümner (* 22. November 1870 in Berlin; † 17. Mai 1926 in Wiesbaden) war eine deutsche Schauspielerin.

## Leben
Alice Blümner debütierte nach ihrer Schauspielausbildung am Theater in Cottbus. 1894 heiratete sie Hermann Rauch, der im folgenden Jahr die Leitung des Residenztheaters in Wiesbaden übernahm. Sie war dort ein gefeiertes Ensemblemitglied. Zu ihren erfolgreichsten Rollen gehörten die Titelheldin in Käthchen von Heilbronn und die Desdemona in Othello.